# تلمبه خداداد
تلمبه خداداد یک منطقهٔ مسکونی در ایران است که در دهستان گلزار واقع شده‌است. تلمبه خداداد ۳۲ نفر جمعیت دارد.